# Хроника Холодной войны (1972 год)
Хронология Холодной войны
- 1943
- 1944
- 1945
- 1946
- 1947
- 1948
- 1949
- 1950
- 1951
- 1952
- 1953
- 1954
- 1955
- 1956
- 1957
- 1958
- 1959
- 1960
- 1961
- 1962
- 1963
- 1964
- 1965
- 1966
- 1967
- 1968
- 1969
- 1970
- 1971
- 1972
- 1973
- 1974
- 1975
- 1976
- 1977
- 1978
- 1979
- 1980
- 1981
- 1982
- 1983
- 1984
- 1985
- 1986
- 1987
- 1988
- 1989
- 1990
- 1991

- 30 января: В Дерри, Северная Ирландия, происходит «Кровавое воскресенье».
- 21 февраля: Президент США Ричард Никсон посещает Китай, это первый визит президента США с момента создания Китайской Народной Республики.
- 30 марта: НФОЮВ идёт в Тэтское наступление в Южном Вьетнаме, но терпит поражение от южно-вьетнамского режима, получившего мощную американскую авиационную поддержку.
- Апрель: Массовые убийства, известные как Икиза, произошли в Бурунди, совершенном армией, в которой доминировали тутси против хуту.
- 10 апреля: Подписана Конвенция о биологическом оружии, запрещающая производство, развитие и запасы биологического оружия.
- 26 мая: Стратегические переговоры об ограничении стратегических вооружений (SALT I) сигнализируют о начале разрядки между США и СССР.
- 1 сентября: Бобби Фишер побеждает Бориса Спасского в шахматном матче в Рейкьявике, Исландия, став первым официальным американским чемпионом по шахматам («Матч века»).
- 2-28 сентября: Серия «Саммит», турнир по хоккею на льду между Канадой и Советским Союзом.
- 21 сентября: Президент Филиппин Фердинанд Маркос объявляет в стране военное положение в ответ на растущую коммунистическую угрозу на Филиппинах.
- 18 декабря: Президент США Ричард Никсон объявляет о начале кампании массовой бомбардировки в Северном Вьетнаме.